# Mike Lewis (roer)
 For alternative betydninger, se Mike Lewis. (Se også artikler, som begynder med Mike Lewis)
Mike Lewis (født 15. april 1981 i Victoria, Canada) er en canadisk letvægtsroer. Hans nuværende klub er Victoria Universitet.
Lewis vandt i 2008 bronze til Olympiske lege i kategorien letvægtsfirer, sammen med roerne Iain Brambell, Jon Beare og Liam Parsons.

## Eksterne links
- Profil på RowingCanada.org Arkiveret 17. august 2008 hos  Wayback Machine

| Roer | Spire Denne biografi om en roer er en spire som bør udbygges. Du er velkommen til at hjælpe Wikipedia ved at udvide den. |